# Formoso (Minas Gerais)
Formoso is een gemeente in de Braziliaanse deelstaat Minas Gerais. De gemeente telt 6.857 inwoners (schatting 2009).

## Aangrenzende gemeenten
De gemeente grenst aan Arinos, Buritis, Chapada Gaúcha, Cocos (BA), Alvorada do Norte (GO) en Sítio d'Abadia (GO).